# Owl City
Owl City (транскр.  Аул сити; у преводу Град сова) музички је пројекат којег је 2007. године основао Адам Јанг. Његов други студијски албум Ocean Eyes достигао је велику популарност, посебно сингл са албума Fireflies.

## Дискографија
- Maybe I'm Dreaming (2008)
- Ocean Eyes (2009)
- All Things Bright and Beautiful (2011)
- The Midsummer Station (2012)
- Mobile Orchestra (2015)
- Cinematic (2018)
- Coco Moon (2023)